# Hong Kong Central Harbourfront Circuit
Het Hong Kong Central Harbourfront Circuit is een stratencircuit in Hongkong. Op 9 oktober 2016 was het circuit de gastheer van de opening van het derde Formule E-seizoen. Het circuit ligt tegen de Victoria Harbour aan en loopt langs het Two International Finance Centre.